# 국자감 (고려)
국자감(國子監)은 992년(고려 성종 11)에 설립된 고려 시대 국립 고등 교육 기관으로 수도 개경에 위치하였다. 

## 연원
국자감의 창설은 신라로부터 이어온 국학을 당·송의 제도를 참작하여 정식으로 개편한 것으로 보는 견해가 있다. 
한편 고려의 교육기관으로 태조 때 경학(京學)이 있었으나, 성종은 모든 제도를 정비하면서 경학을 국자감으로 개편하였다는 견해도 있다.
유학부(儒學部)와 잡학부(雜學部)로 이루어졌으며, 국가가 필요로 하는 인력을 양성하였다.

## 구성
- 경사6학(京師六學) : 6개의 교육 과정. 각 교육과정에는 조교(助敎)가 딸렸다.

국자학(國子學)
태학(太學)
사문학(四門學)
율학(律學)
산학(算學)
서학(書學)
- 7재(七齋) : 7개의 전문 강좌. 1109년(예종 4년) 관학(官學)의 진흥을 위해 설치한 것으로 최충의 구재학당을 모방했다.

여택재(麗澤齋): 주역(周易) 강의
대빙재(待聘齋): 상서(尙書) 강의
경덕재(經德齋): 모시(毛詩) 강의
구인재(求仁齋): 주례(周禮) 강의
복응재(服膺齋): 대례(戴禮 : 예기) 강의
양정재(養正齋): 춘추(春秋) 강의
강예재(講藝齋): 무학(武學)/병학(兵學) 강의 (1133년 폐지)
- 양현고(養賢庫): 장학 재단
- 서적포(書籍鋪): 출판부

## 운영
문종 때에는 국자감에 제거(提擧)·동제거(同提擧) 각 1명, 판사(判事) 1명, 좨주(祭酒 : 종3품) 1명, 사업(司業 : 종4품) 1명, 승(丞 : 종6품)·국자박사(정7품)·각인 태학박사(종7품) 2명, 주부(主簿 : 종7품)·사문박사(四門博士 : 정8품)·학정(學正 : 정9품) 2명, 학록(學錄 : 정9품) 2인, 학유(學諭 : 종9품) 2명, 직학(直學 : 종9품) 2명, 서학박사(종9품) 2명, 산학박사(종9품) 2명 등의 인원을 두었고, 예종 때 판사를 대사성(大司成 : 종3품)으로 바꾸었다. 
국자감의 학과는 효경·논어 1년, 상서(尙書)·공양전(公羊傳)·곡량전(穀梁傳) 각 2년, 주역·모시(毛詩)·주례(周禮)·의례(儀禮) 각 2년, 예기·좌전(左傳) 각 3년을 전부 교수 받아야 하며, 율학·서학은 국어·설문(說文)·자림(字林)·삼창(三倉)·이아(爾雅) 등을 독서하여야 했다.
학생 수는 국자학·태학·사문학에 각각 300명으로 하였으나 많을 때는 600명까지 되었으며, 덕종 때는 국자감시(國子監試)를 실시, 학생의 사기를 북돋아 주었다. 1101년(숙종 6)에는 국자감에 서적포(書籍鋪)라는 국립도서관을 설치하였다.

## 입학 자격
국자학에는 3품 이상, 태학에는 5품 이상, 사문학에는 7품 이상의 자손과 서인이 입학할 수 있었고, 전문 학과인 잡학 3부(율학, 산학, 서학)에는 모두 8품 이하의 자제와 서인(庶人)이 입학할 수 있었다.

## 명칭
국자감의 명칭은 고려 후기에 몇 차례 개칭되었다. 
1275년(충렬왕 1) 국학(國學)으로 개칭했다가 1298년(충렬왕 24) 충선왕이 즉위하여 성균감(成均監)으로 고쳤고, 1308년(충렬왕 34)에 충선왕이 다시 성균관(成均館)으로 고쳤다. 그 뒤 1356년(공민왕 5)에 국자감으로 환원했다가, 1362년에 성균관으로 개칭되어 조선으로 이어졌다. 이후 한양에도 성균관이 생겼으나, 개성의 성균관은 없애지 않고 '존립'하였다.

## 같이 보기
- 예부#고려
- 태학
- 십이공도
- 국학
- 주자감
- 성균관
- 개성 성균관 : 개성시의 건축물
- 고려성균관 : 현존하는 대학
- 고려의 과거 제도